# RuPaul's Drag Race
RuPaul's Drag Race je američka natjecateljska reality emisija koju proizvodi World of Wonder. Prikazuje se od 2. veljače 2009. godine te trenutno broji sedamnaest sezona. Emisija se prikazivala na Logo TV-u od prve do osme sezone, na VH1 od devete do četrnaeste sezone, te na MTV-u od petnaeste sezone nadalje. Emisija prati RuPaulovu potragu za "sljedećom američkom drag superzvijezdom;" svaka sezona emisije se sastoji od desetak „drag kraljica” (eng. Drag Queens) koje se iz epizode u epizodu natječu u raznim izazovima kako bi osvojile titulu pobjednice te novčane i brojne druge nagrade. RuPaul ima ulogu voditelja, mentora i glavnog člana žirija.
RuPaul's Drag Race je iznjedrio vlastiti televizijski serijal prikazavši brojne nastavke emisije kao što su RuPaul's Drag Race All Stars, RuPaul's Secret Celebrity Drag Race i preko deset međunarodnih inačica emisije uključujući britansku, kanadsku, talijansku i njemačku verziju.
Emisija je osvojila nagradu Emmy za najbolju natjecateljsku reality emisiju četiri godine za redom (2018., 2019., 2020. i 2021. godine) i jedina je emisija koja je u istoj godini osvojila Emmy i u toj kategoriji i u kategoriji najboljeg voditelja reality emisije (RuPaul). S 19 osvojenih Emmyja najnagrađivanija je natjecateljska emisija u povijesti američke televizije, prestigavši 2020. godine emisiju Dancing With the Stars, koja je osvojila 17 Emmyja.
Emisija je u Hrvatskoj dostupna na platformama WOW Presents Plus i Netflix.

## Format
„Drag kraljice” koje žele sudjelovati u emisiji šalju svoje audicijske snimke produkcijskoj kući World of Wonder. RuPaul i ostali producenti na temelju audicija odabiru desetak „kraljica” koje će se natjecati u svakoj sezoni. Odabrani natjecatelji obično su predstavljeni na društvenim mrežama oko mjesec dana prije prikazivanja serije, a u prvoj epizodi dolaze na set emisije i međusobno se upoznaju. 
RuPaul se u emisiji pojavljuje izvan draga na početku epizode i za vrijeme razgovora s natjecateljima u radnoj sobi (eng. werkroom), a u dragu kao glavni član žirija koja ima zadnju riječ. Uobičajena epizoda sastoji se od tzv. „mini” izazova i glavnog „maxi” izazova te modne revije nakon kojih slijede kritike žirija. Nakon toga slijedi lipsync duel (eng. Lipsync for Your Life) dvoje natjecatelja koji su prema odluci žirija bili najlošiji. RuPaul na kraju bira pobjednika sezone među natjecateljima koji stu došli do finala.

### Mini izazov
U ovom segmentu od svakog natjecatelja se zahtjeva da izvrši poseban zadatak koji može i ne mora imati vremensko ograničenje. Određeni izazovi ponavljaju se iz sezone u sezonu (npr. fotografiranje u neobičnim uvjetima, tj. photoshoot). Jedan od mini izazova koji se pojavljuju svaku sezonu je i tzv. "čitanje" (eng. reading), pojam koji dolazi iz ballroom kulture, a odnosi se na uvredljiva, ali duhovita opažanja o drugim natjecateljima. Pobjednik mini izazova često dobije nagradu ili ima ključnu ulogu u izvedbi glavnog izazova. 

### Glavni izazov
Glavni izazovi obično su individualni, no natjecatelj ih mogu izvoditi i u grupama ili parovima. Cilj izazova je testirati razne sposobnosti natjecatelja, poput glume, plesa, modnog dizajniranja, improvizacije i sl. U nastavku je popis izazova koji se najčešće pojavljuju kroz svaku sezonu emisije: 
- Gluma: natjecatelji glume, najčešće u parodiji određene televizijske serije ili filma.[20]
- Komedijska improvizacija: slično kao i glumački izazov, no natjecatelji glume bez danog teksta, odnosno improviziraju svoje uloge.
- Makeover: natjecatelji moraju prerušiti razne goste emisije u „drag kraljice.”[21]
- Mjuzikl: natjecatelji glume, pjevaju i plešu u mjuziklu koji najčešće prikazuje neku fiktivnu priču vezanu za drag ili tematizira neku poznatu osobu. Do sada su se izveli mjuziklu o, primjerice, Cher, Madoni, obitelji Kardashian, Donaldu Trumpu i mnogim drugima.[22][23][24]
- Modni dizajn: natjecatelji moraju dizajnirati i sašiti vlastitu modnu kombinaciju na određenu temu koristeći raznovrsne materijale. Postoji i posebna vrsta dizajnerskog izazova pod nazivom bal, u kojem natjecatelji, uz vlastito izrađene modne kombinacije, moraju prezentirati još nekoliko dodatnih modnih kombinacija koje su sve tematski povezane.[25][26]
- Snatch Game: parodija američke game show emisije Match Game u kojoj natjecatelji moraju impresionirati odabranu poznatu ličnost i dati smiješne odgovore na RuPaulova pitanja.[27][28]
- Stand-up : natjecatelji na pozornici izvode klasičnu komedijsku rutinu. Postoji i posebna vrsta ovog izazova pod nazivom roast u kojemu natjecatelji moraju ispričati šale o određenoj osobi, najčešće o drugim natjecateljima ili o sucima emisije.[29]
- Talent show: natjecatelji na pozornici prezentiraju odabrani talent.[30]

### Modna revija
Nakon glavnog izazova, natjecatelji u pravilu hodaju po modnoj pisti, tj. glavnoj pozornici, gdje prezentiraju svoje modne kombinacije. Ako se u epizodi radi o dizajnerkom izazovu, natjecatelji prezentiraju kombinaciju koju su izradili u radnoj sobi, a inače nose kombinacije koje su pripremili prije emisije. Svaka modna revija ima određenu temu koja je inspirirana raznim motivima i modnim izričajima, a kroz emisiju su se održale i modne revije nadahnute poznatim ličnostima poput Beyoncé i Madonne.
Nakon glavnog izazova i modne revije, žiri daje svoje kritike o izvedbi natjecatelja. RuPaul zatim odabire jednog natjecatelja koji je bio najbolji te ga proglašava tjednim pobjednikom. RuPaul može iznimno odabrati i više od jednog pobjednika, naročito ako su izazovi bili izvedeni grupno ili u parovima. Pobjednici izazova osvajaju novčane i razne druge nagrade te povećavaju svoje šanse za dolazak do finala.

### Lipsyncduel
Na temelju izvedbe u glavnom izazovu i modnoj kombinaciji koju su natjecatelji predstavili na pozornici, RuPaul bira dva najlošija natjecatelja. Oni se zatim na pozornici suočavaju u lipsync duelu (eng. Lipsync for Your Life) na temelju kojeg RuPaul eliminira jednog natjecatelja. U emisiji često postoje i iznimne situacije u kojima su oba natjecatelja spašena ili eliminirana. Lipsync duel može iznimno biti i između dva najbolja natjecatelja (eng. Lipsync for the Win) u slučaju da RuPaul odluči da neće eliminirati nikoga. 

### Finale
U finalnoj epizode svake sezone, RuPaul među finalistima bira pobjednicu. Finalisti se obično suočavaju u posljednjem lipsync duelu za pobjedu (eng. Lipsync for the Crown). Novčana nagrada koju osvaja pobjednica varira od sezone do sezone: u petnaestoj sezoni pobjednica Sasha Colby osvojila je 200 tisuća američkih dolara. Osim pobjednice, u svakoj sezoni se proglašava i Miss Congeniality, kraljica koja se tokom sezone istaknula po dobrim međuljudskim odnosima s ostalim natjecateljima.

## Suci
Žiri, kojim presjeda RuPaul, načelno čine još tri suca. Trenutni stalni suci emisije su Michelle Visage, koja je od treće sezone zamijenila dotadašnju Merle Ginsberg, te Ross Matthews i Carson Kressley, koji su se sudačkom panelu pridužili u sedmoj sezoni zamijenivši dotadašnjeg Santina Ricea. Od 15. sezone ekipi stalnih sudaca se pridružuje i TS Madison. Od 17. sezone ekipi stalnih sudaca se pridružuje i Law Roach. Gotovo svaka emisija ima i barem jednog gostujućeg suca, najčešće slavnu osobu. Do sada su u emisiji gostovale brojne poznate osobe iz svijeta glume, glazbe, mode, komedije i sl. uključujući Lady Gagu, Nicki Minaj, Arianu Grande i mnoge druge.

## Pregled emisije
| Sezona | Sezona | Epizode | Epizode | Originalno emitiranje | Originalno emitiranje | Originalno emitiranje | Broj natjecatelja | Pobjednica         | Pratilja                       | Miss Congeniality            |
| Sezona | Sezona | Epizode | Epizode | Premijera             | Finale                | Mreža                 | Broj natjecatelja | Pobjednica         | Pratilja                       | Miss Congeniality            |
| ------ | ------ | ------- | ------- | --------------------- | --------------------- | --------------------- | ----------------- | ------------------ | ------------------------------ | ---------------------------- |
|        | 1.     | 9       | 9       | 2. veljače 2009.      | 23. ožujka 2009.      | Logo TV               | 9                 | BeBe Zahara Benet  | Nina Flowers                   | Nina Flowers                 |
|        | 2.     | 12      | 12      | 1. veljače 2010.      | 25. travnja 2010.     | Logo TV               | 12                | Tyra Sanchez       | Raven                          | Pandora Boxx                 |
|        | 3.     | 16      | 16      | 24. siječnja 2011.    | 2. svibnja 2011.      | Logo TV               | 13                | Raja               | Manila Luzon                   | Yara Sofia                   |
|        | 4.     | 14      | 14      | 30. siječnja 2012.    | 30. travnja 2012.     | Logo TV               | 13                | Sharon Needles     | Chad Michaels Phi Phi O'Hara   | Latrice Royale               |
|        | 5.     | 14      | 14      | 28. siječnja 2013.    | 6. svibnja 2013.      | Logo TV               | 14                | Jinkx Monsoon      | Alaska Roxxxy Andrews          | Ivy Winters                  |
|        | 6.     | 14      | 14      | 24. veljače 2014.     | 19. svibnja 2014.     | Logo TV               | 14                | Bianca Del Rio     | Adore Delano Courtney Act      | BenDeLaCreme                 |
|        | 7.     | 14      | 14      | 2. ožujka 2015.       | 1. lipnja 2015.       | Logo TV               | 14                | Violet Chacki      | Pearl Ginger Minj              | Katya                        |
|        | 8.     | 10      | 10      | 7. ožujka 2016.       | 17. svibnja 2016.     | Logo TV               | 12                | Bob the Drag Queen | Kim Chi Naomi Small            | Cynthia Lee Fontaine         |
|        | 9.     | 14      | 14      | 24. ožujka 2017.      | 23. lipnja 2017.      | VH1                   | 14                | Sasha Velour       | Peppermint                     | Valentina                    |
|        | 10.    | 14      | 14      | 22. ožujka 2018.      | 28. lipnja 2018.      | VH1                   | 14                | Aquaria            | Eureka O'Hara Kameron Michaels | Monét X Change               |
|        | 11.    | 14      | 14      | 28. veljače 2019.     | 30. svibnja 2019.     | VH1                   | 15                | Yvie Oddly         | Brooke Lynn Hytes              | Nina West                    |
|        | 12.    | 14      | 14      | 28. veljače 2020.     | 29. svibnja 2020.     | VH1                   | 13                | Jaida Essence Hall | Gigi Goode Crystal Methyd      | Heidi N Closet               |
|        | 13.    | 14      | 14      | 1. siječnja 2021.     | 23. travnja 2021.     | VH1                   | 13                | Symone             | Kandy Muse                     | Lala Ri                      |
|        | 14.    | 16      | 16      | 7. siječnja 2022.     | 22. travnja 2022.     | VH1                   | 14                | Willow Pill        | Lady Camden                    | Kornbread "The Snack" Jeté   |
|        | 15.    | 16      | 16      | 6. siječnja 2023.     | 14. travnja 2023.     | MTV                   | 16                | Sasha Colby        | Anetra                         | Malaysia Babydoll Foxx       |
|        | 16.    | 16      | 16      | 5. siječnja 2024.     | 19. travnja 2024.     | MTV                   | 14                | Nymphia Wind       | Sapphira Cristál               | Xunami Muse Sapphira Cristál |
|        | 17.    | n. p.   | n. p.   | 3. siječnja 2025.     | 18. travnja 2025.     | MTV                   | 14                | Onya Nurve         | Jewels Sparkles                | Crystal Envy                 |

## Glazba
Većinu glazbe koja svira u pozadini i za vrijeme hoda po pisti izvodi RuPaul.

## Povezani mediji i događanja

### Untucked!
Prva sezona Drag Racea bila je popraćena sa sedam epizoda popratne emisije Under the Hood, objavljivanih na internetu nakon svake prikazane epizode. U ovom popratnom serijalu prikazuju se razgovori natjecatelja iza kamera te snimke koje nisu dospjele u glavnu emisiju.
Od druge je sezone Under the Hood preimenovan i prebačen na televiziju pod imenom RuPaul's Drag Race: Untucked! koji nastavlja pratiti natjecatelje iza kulisa emisije.  

### All StarsiGlobal All Stars
Od 2012. godine do danas izašlo je deset sezona nastavka emisije pod imenom RuPaul's Drag Race All Stars koja prikazuje povratak natjecatelja iz izvorne emisije. Natjecatelji povratnici dobivaju još jednu šansu za pobjedom, a koncept emisije je gotov identičan izvorniku, samo što All Stars sadrži neke preinake u formatu koje variraju od sezone do sezone.
RuPaul's Drag Race Global All Stars prikazuje se od 16. kolovoza 2024. te prikazuje povratak prethodnih natjecatelja iz raznih internacionalnih inačica emisije.

### SerijalDrag Race
Emisija je prerasla u međunarodni serijal. Godine 2018. Tajland postaje prva zemlja koja je adaptirala RuPaulovu emisiju, a 2019. godine Drag Race je dobio i britansku verziju pod nazivom RuPaul's Drag Race UK u kojoj, kao i originalu, RuPaul igra ulogu izvršnog producenta te voditelja emisije. Serijal je od 2020. godine do danas dobio brojne inačice diljem svijeta te se tako proširio i u zapadnoj Europi u kojoj su se do sada emitirale nizozemska, španjolska, talijanska, francuska, švedska, belgijska i njemačka inačica. Osim američke, britanske i australijske emisije koje vodi RuPaul, voditeljice svjetskih inačica su obično poznate drag kraljice iz pripadajuće zemlje. Emisije iz serijala prate isti format kao i izvornik.

### Secret Celebrity
Od 2020. godine na kanalu VH1 se prikazuje i nastavak pod nazivom RuPaul's Secret Celebrity Drag Race u kojemu se razne poznate ličnosti natječu prerušene u „drag kraljice.” Prva se sezona prikazivala od 24. travnja do 15. svibnja 2020. godine. 
Druga sezona se prikazivala od 12. kolovoza do 30. rujna 2022. godine, a predstavio se novi format u kojemu su se poznate ličnosti natjecale anonimno, tj. njihov pravi identitet nije bio otkriven sve do njihove eliminacije. Pobjednik druge sezone bio je američki pjevač, glumac i plesač AJ McLean pod drag imenom Poppy Love. 

### Ostali nastavci
U prosincu 2018. godine prikazalo se posebno božićno izdanje emisije pod nazivom RuPaul’s Drag Race Holi-Slay Spectacular.
Od travnja 2023. godine prikazuje se i emisija pod imenom RuPaul's Drag Race Live Untucked!, koja prikazuje drag kraljice koje sudio glumačke postave RuPaulovog showa u Las Vegasu. 

### DragCon
Fan konvencija za ljubitelje emisije i draga općenito pod nazivom DragCon održava se od 2017. godine u New Yorku, Los Angelesu i Ujedinjenom kraljevstvu. Fanovi na konvenciji mogu upoznati natjecatelje iz emisije i druge drag umjetnike. Također služi kao prostor za održavanje drag showova i raznovrsnih javnih rasprava o relevantnim temama.

## Vanjske poveznice
- Službena stranica na mtv.com
- RuPaul's Drag Race na Instagramu
- RuPaul's Drag Race na Facebooku
- RuPaul's Drag Race u internetskoj bazi filmova IMDb-a